# Фореста (Козенца)
Фореста је насеље у Италији у округу Козенца, региону Калабрија.
Према процени из 2011. у насељу је живело 732 становника. Насеље се налази на надморској висини од 423 м.